# Pentland Firth

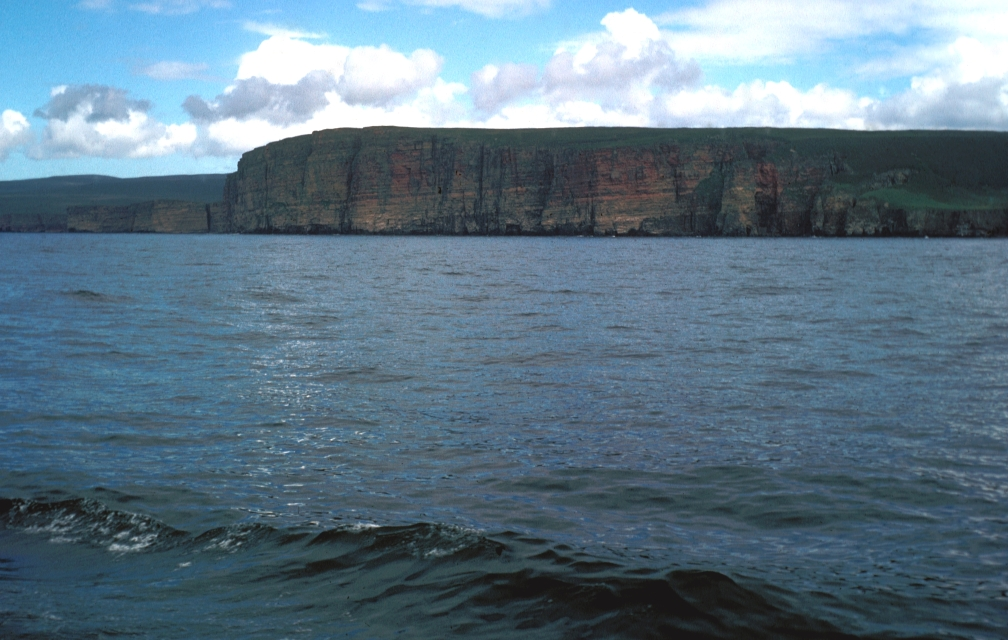
Pentland Firth – widok na Orkady

Pentland Firth (gael. An Caol Arcach) – cieśnina oddzielająca archipelag Orkadów od północnej Szkocji. Nazwa pochodzi przypuszczalnie od zniekształconego staronordyjskiego słowa "Petlandsfjörð" oznaczającego fiord Piktów.

## Geografia
Od południa cieśnina rozciąga się od przylądka Dunnet Head na zachodzie do przylądka Duncansby Head na wschodzie, podczas gdy od strony Orkadów (północ) od Tor Ness na wyspie Hoy na zachodzie do Old Head na wyspie South Ronaldsay na wschodzie.
W obrębie zatoki znajdują się dwie znaczące wyspy Firth, Stroma i Swona. Mała grupa wysepek Pentland Skerries, znajduje się przy wschodnim krańcu cieśniny. Wyspy Hoy i South Ronaldsay ograniczają Pentland Firth od północy i stanowią część archipelagu Orkadów.